# Benjamin Dwomoh
Benjamin Dwomoh (Accra, 1935. július 1. – 2013. szeptember) ghánai nemzetközi labdarúgó-játékvezető, sportvezető.

## Pályafutása

### Nemzeti játékvezetés
Az I. Liga játékvezetőjeként 1982-ben vonult vissza.

### Nemzetközi játékvezetés
A Ghánai labdarúgó-szövetség Játékvezető Bizottsága (JB) terjesztette fel nemzetközi játékvezetőnek, a Nemzetközi Labdarúgó-szövetség (FIFA) 1972-től tartotta nyilván bírói keretében. A FIFA JB központi nyelvei közül a angolt beszélte. Több nemzetek közötti válogatott és klubmérkőzést vezetett, vagy működő társának partbíróként segített. A ghánai nemzetközi játékvezetők rangsorában, a világbajnokság-Európa-bajnokság sorrendjében többedmagával a 12. helyet foglalja el 1 találkozó szolgálatával. Az aktív nemzetközi játékvezetéstől 1983-ban búcsúzott.

#### Labdarúgó-világbajnokság
A világbajnoki döntőhöz vezető úton Argentínába a XI., az 1978-as labdarúgó-világbajnokságra és Spanyolországba a XII., az 1982-es labdarúgó-világbajnokságra a FIFA JB bíróként alkalmazta. Selejtező mérkőzéseket az Afrika (CAF) zónában vezetett. Az első ghánai játékvezető, aki világbajnokságon mérkőzésvezetést kapott. A FIFA JB elvárása szerint, ha nem vezetett, akkor partbíróként tevékenykedett. Egy csoportmérkőzésen egyes számú besorolást kapott, játékvezetői sérülés esetén továbbvezethette volna a találkozót. Világbajnokságon vezetett mérkőzéseinek száma: 1 + 1 (partbíró).

##### 1978-as labdarúgó-világbajnokság

###### Selejtező mérkőzés
| Időpont           | Helyszín               | Mérkőzés típusa           | Mérkőzés                            | Eredmény |
| ----------------- | ---------------------- | ------------------------- | ----------------------------------- | -------- |
| 1967. október 28. | Városi Stadion, Bouaké | előselejtező (2. forduló) | Elefántcsontpart–Kongói Köztársaság | 3 : 2    |
| 1977. október 17. | Nemzeti Stadion, Lomé  | előselejtező (2. forduló) | Togo–Szenegál                       | 1 : 0    |

##### 1982-es labdarúgó-világbajnokság

###### Selejtező mérkőzés
| Időpont            | Helyszín                        | Mérkőzés típusa       | Mérkőzés       | Eredmény | Nézők száma |
| ------------------ | ------------------------------- | --------------------- | -------------- | -------- | ----------- |
| 1980. december 21. | Szeptember 28. Stadion, Conakry | előselejtező (2. kör) | Guinea–Libéria | 1 : 0    | 15 524      |
| 1981. május 31.    | Július 29. Stadion, Niamey      | előselejtező (3. kör) | Niger–Algéria  | 1 : 0    | 7 000       |

###### Világbajnoki mérkőzés
| Időpont          | Helyszín                                    | Mérkőzés típusa              | Mérkőzés             | Eredmény | Nézők száma |
| ---------------- | ------------------------------------------- | ---------------------------- | -------------------- | -------- | ----------- |
| 1982. június 17. | Municipal José Zorrilla Stadion, Valladolid | csoportmérkőzés (D. csoport) | Csehszlovákia–Kuvait | 1 : 1    | 10 000      |

## Sportvezetőként
Aktív pályafutását követően 2006-ig a Ghánai Labdarúgó-szövetség főtitkára, az Országos Fegyelmi Bizottság tagja.